# Jaume Fuster
Jaume Fuster i Guillemó (Barcelona, 1945 - Hospitalet de Llobregat, 31 de enero de 1998) fue un escritor español.

## Biografía
En 1969 comenzó a colaborar con la revista Cacapi y, un año más tarde publicó Breu història del retras mental. En 1969, una vez finalizado el servicio militar en Menorca, se casó con la novelista mallorquina Maria Antònia Oliver. En 1972 publicó De mica en mica s'omple la pica, una de las obras más vendidas en catalán, con unos 200.000 ejemplares.
En 1975 recibió el Premio literario Ciudad de Palma-Llorenç Villalonga de novela por Tarda, sessió contínua, 3,45 (también conocido como Collita de sang).
Acabado el franquismo cofundó la Associació d'Escriptors en Llengua Catalana (AELC), en donde llegó a ser Presidente (1995-1998). Fue miembro de los colectivos de escritores Ofèlia Dracs (de novela erótica), Trencavel (escritores de la izquierda independentista) y uno de los fundadores de la editorial La Magrana. Militante del Partit Socialista d'Alliberament Nacional (PSAN), fue uno de los principales dirigentes en la década de 1970.

Además de escritor de novela policíaca, también destacó como traductor, recibiendo el Premio Crítica Serra d'Or de traducción de novela (1989).

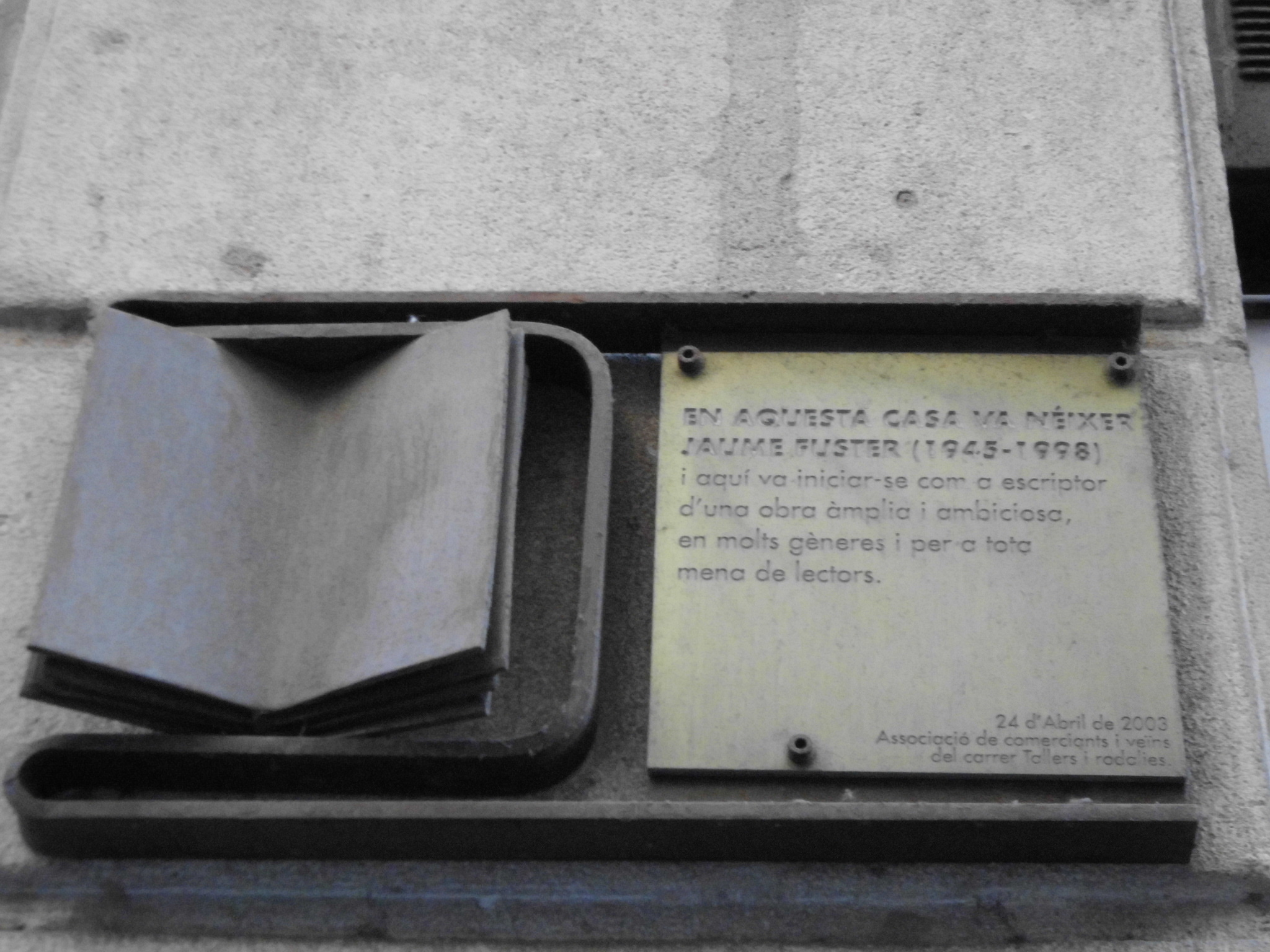
Placa conmemorativa en la casa natal de Jaume Fuster, en la calle Tallers, 65.

En 1993 fue galardonado con el Premio Ramon Llull de novela por El Jardí de les palmeres, obra que cierra la trilogía iniciada por L’illa de les Tres Taronges (1983). El diciembre de aquel mismo año será escogido Escriptor del mes. Entonces dijo «si perdemos el catalán, la humanidad habrá perdido una lengua y ésto no se puede permitir». Su último libro, La Mort de Guillem, publicado el 1996 trata el asesinato de Guillem Agulló por parte de Pedro José Cuevas Silvestre, activista de la extrema derecha valenciana.
Murió el 31 de enero del 1998, a la edad de 52 años, a causa de un cáncer detectado justo en aquella Navidad.

## Obras

### Libros
- 1971: Abans del foc. Edicions 62.
- 1972: De mica en mica s'omple la pica. Edicions 62. Edición en castellano: El procedimiento. Bruguera.
- 1976: Tarda sessió continua, 3.45. La Butxaca. Edición en castellano: Tarde, sesión continua 3.45. Bruguera.
- 1982: La corona valenciana. Tres i Quatre. Edición en castellano: La coronavalenciana. Argos-Vergara.
- 1983: L'illa de les tres taronges. Columna.  (Cròniques del món conegut I) . Edición en castellano: La isla de las tres naranjas. Planeta.
- 1983: Les cartes d'Hèrcules Poirot. Butxaca 62.  butxaca62.
- 1984: Les claus de vidre. La Magrana. Edición en castellano: Las llaves de cristal. Vidorama.  Relatos protagonizados por Lluís Arquer.
- 1985: L'anell de Ferro. Columna.  (Cròniques del món conegut II) . Edición en castellano: El anillo de hierro. Planeta.
- 1993: El jardí de les palmeres. Columna.  (Cròniques del món conegut III) .
- 1986: La materia dels somnis. La Magrana
- 1987: Sota el signe del sagitari. La Magrana. Edición en castellano: Bajo el signo de Sagitario. ediciones B.  Novela protagonizada por Lluís Arquer.
- 1987: Per quan vingui un altre juny. Planeta.
- 1987: Quan traslladeu el meu fèretre. Timun Mas. Edición en castellano: Cuando trasladéis mi feretro. Timun Mas.
- 1987: Tirant lo blanc. El Temps.  Cómic con dibujos de Sento Llobell.
- 1989: Vida de gos. La Magrana. Edición en castellano: Vida de perros y otras llaves de cristal.  Relatos protagonizados por Lluís Arquer.
- 1993: Micmac. La Magrana.  Escrito en colaboración con Antoni Lloret.
- 1993: Anna i el detectiu. La Magrana. Edición en castellano: Ana y el detective. Anaya.  Novela negra juvenil.
- 1994: La guàrdia del rei. Edicions 62.
- 1996: La mort de Guillem. Barcanova.
- 1996: Les cartes d'Anna. Barcanova. Edición en castellano: Las cartas de Ana. Anaya.  Novela negra juvenil.
- 2005: Qui és el culpable? Eumo.  Relatos protagonizados por Lluís Arquer, con el fin de la enseñanza del catalán.

### Guionista
*Les cartes d'Hèrcules Poirot
- La reina de la Selva
- Les claus de vidre
- Qui?

## Premios
| Predecesor: Terenci Moix | Premio Ramon Llull de novela 1993 | Sucesor: Néstor Luján |